# Hystrix sumatrae
Hystrix sumatrae és una espècie de mamífer rosegador de la família dels porcs espins del Vell Món. És endèmic de l'illa de Sumatra (Indonèsia). Els seus hàbitats naturals són els boscos primaris i secundaris, on viu a altituds d'entre 0 i 300 msnm o més. Es creu que no hi ha cap amenaça significativa per a la supervivència d'aquesta espècie, tot i que és objecte de caça.